# Mia Couto
António Emílio Leite Couto (Beira, 5 juli 1955), beter bekend als Mia Couto, is een Mozambikaans schrijver. In 2014 ontving hij de Neustadt International Prize for Literature.

## Biografie
De ouders van Mia Couto waren Portugese emigranten die in de jaren 50 naar de toenmalige Portugese kolonie Mozambique waren verhuisd. Couto werd geboren in Beira waar hij ook opgroeide. In 1971 trok hij naar de hoofdstad Maputo (toen nog Lourenço Marques geheten) om medicijnen te studeren. In dezelfde periode probeerde de guerrillabeweging FRELIMO het Portugese koloniale regime omver te werpen.
In 1974 werd Couto journalist voor het blad Tribuna. In 1975 werd Mozambique officieel onafhankelijk en in dat jaar werd hij directeur van het nieuw opgerichte Agência de Informação de Moçambique. In 1983 publiceerde Couto zijn eerste bundel gedichten, Raiz de Orvalho (Wortel van de dauw). Hij bleef nog enige tijd journalist tot hij in 1985 biologie ging studeren. Tegenwoordig is Mia Couto behalve schrijver ook docent aan de Eduardo Mondlane-universiteit in Maputo waar hij biologie onderwijst.

## Werken van Mia Couto
Van Mia Couto verschenen de volgende boeken in Nederlandse vertaling.
- Slaapwandelend Land (Ambo 1996, Van Gennep 2009), roman, oorspronkelijke titel 'Terra Sonâmbula', vertaling Harrie Lemmens.
- De dag waarop Mabata-bata explodeerde (Houtekiet 1996), verhalen, oorspronkelijke titel 'Vozes anoitecidas', vertaling Irène Koenders.
- De laatste vlucht van de flamingo (Van Gennep 2007), roman, oorspronkelijke titel 'O último voo do flamingo', vertaling Harrie Lemmens.
- Vrouwen van as (Querido 2016), roman, oorspronkelijke titel 'Mulheres de cinza', vertaling Harrie Lemmens.
- De bekentenis van de leeuwin (Querido 2017), roman, oorspronkelijke titel 'A confissão da Leoa', vertaling Harrie Lemmens.

- Bibsys: 90538179
- Biblioteca Nacional de España: XX1007273
- Bibliothèque nationale de France: cb120735480 (data)
- Catàleg d'autoritats de noms i títols de Catalunya: 981058527490406706
- CiNii: DA06489344
- Gemeinsame Normdatei: 121856658
- International Standard Name Identifier: 0000 0001 2096 1157
- Library of Congress Control Number: n86043126
- Nationale Bibliotheek van Tsjechië: js20020930001
- Nationale Bibliotheek van Israël: 987007310549105171
- Nationale en Universitaire bibliotheek Zagreb: 000315025
- Nederlandse Thesaurus van Auteursnamen: 074985272
- Réseau des bibliothèques de Suisse occidentale: 02-A003140869
- Istituto Centrale per il Catalogo Unico: CFIV094325
- LIBRIS: 218910
- Système universitaire de documentation: 029022436
- Virtual International Authority File: 51713331
- WorldCat: E39PBJfMfvWGX9GhbRt3YmM773

1. ↑  Gemeinsame Normdatei; geraadpleegd op: 15 december 2014.